# Melania G. Mazzucco
Melania G. Mazzucco (Roma, 1966) es una escritora italiana. Se licenció en la Universidad de Estudios de Roma La Sapienza, especializándose en cine en el Centro Sperimentale de Roma. 
En la actualidad (2005) se dedica a escribir novelas y guiones cinematográficos, teatrales y radiofónicos. Entre sus trabajos para la radio destacan "La vita assesina" (1997) y "Dhulan" (2001), con el que ganó el premio Italia al mejor producto radiofónico europeo del año. También escribe artículos y reportajes de viajes para distintos periódicos italianos.

## Novelas
- Il bacio della Medusa (El beso de la Medusa). Finalista de los premios Strega y Viareggio (1996).
- La camera di Baltus (La habitación de Balthus) (1998).
- Lei così amata (Ella, tan amada). Premios Napoli y Vittorini  (2000) (biografía de la escritora Annemarie Schwarzenbach).
- Vita. Premio Strega. Historia novelada de su familia.  (2003).
- Un giorno perfetto (Un día perfecto) (2005).
- La lunga attesa dell'angelo (La larga espera del ángel) (2008) (biografía novelada de Tintoretto).

(Las dos primeras, publicadas en España por Seix Barral, el resto, por Anagrama).
- Datos: Q264158
- Multimedia: Melania Mazzucco / Q264158